# Renia vinasalis
Renia vinasalis är en fjärilsart som beskrevs av William Schaus 1912. Renia vinasalis ingår i släktet Renia och familjen nattflyn. Inga underarter finns listade.